# 否定应答
否定应答（称为NAK；或称为NACK；或称为Negative-Acknowledgment）翻译为否定应答或者非应答。这种协议消息在数字通信中被使用。其作用是作为一种确认数据收到的应答，但表明有小错误存在的一种消息信号。
许多通信协议时基于ACK （Acknowledgement，确认）为基础的。这意味着这些通信协议正确地收到消息，传输控制协议（TCP,Transmission Control Protocol）是一个基于ACK协议的例子。
其它基于NAK的意味着他们只对那些有出错或有问题的信号做出反应。可靠多播协议就是一个例子。当接收器侦测出有丢失的数据包时，会发出一个NAK。
在多點系統中，若在輪詢時，設備尚未就序，也會用NAK來回應。
最后，还有其它一些协议同时利用NAK和ACK的。双同步（Bisync）和用在節能乙太網路的自适应链路速率（Adaptive Link Rate）就是这个应用的例子。
像NAK字元就是一個用來傳遞否定应答的控制字符。